# Línea 1 (Metro de Barcelona)
La Línea 1 del metro de Barcelona es una línea de ferrocarril metropolitano soterrado integrada en la red del metro de Barcelona y que da servicio a la ciudad de Barcelona y la conecta con los municipios de Hospitalet de Llobregat y Santa Coloma de Gramanet. Es la segunda línea más antigua del metro y la más larga de la red. Actualmente enlaza las estaciones de Hospital de Bellvitge y Fondo en un trazado de doble vía que consta de 20,7 kilómetros de longitud y treinta estaciones.
Fue inaugurada en 1926 bajo el nombre de Metropolitano Transversal con el objetivo de unir las diferentes estaciones de ferrocarril que había a principios del siglo XX con el recinto de la Exposición Internacional que se celebraría en 1929 en Montjuic. Por este motivo se construyó con el ancho de vía español antiguo (1672 mm) ya que debía servir para el paso de trenes de la red de vía ancha de Cataluña. Durante las obras de construcción, en 1924, 11 obreros murieron por un hundimiento en el tramo entre las calles de Conde de Urgel y Casanova.

## Características generales
La línea 1 está operada por Transportes Metropolitanos de Barcelona (TMB). Su trazado es de doble vía casi totalmente soterrada, anteriormente había un tramo entre Plaça de Sants y Torrassa en superficie, pero a raíz de las obras de construcción de la línea de alta velocidad en la zona también se soterró, a excepción del tramo entre Mercat Nou y Santa Eulàlia. Las cocheras y talleres se encuentran en Santa Eulalia, Sagrera y Hospital de Bellvitge.
Tiene una longitud de 20,7 kilómetros, 30 estaciones, 31 trenes en hora punta y el año 2010 rebició un total de 109,8 millones de pasajeros, siendo la primera línea en volumen de pasajeros por delante de la L3 y la L5.
Los municipios cubiertos por la línea son: Barcelona, Hospitalet de Llobregat y Santa Coloma de Gramanet. En la ciudad de Barcelona transcurre por cuatro distritos: Ensanche, San Andrés, San Martín y Sans-Montjuich.

### Material rodante
En la línea 1 hay trenes de la serie 6000 y 8000. Estas series se caracterizan por tener un ancho de vía diferente al del resto trenes de la red, lo que hace que sus coches sean de los más espaciosos que hay en Europa. Aprovechando que este ancho de vía es el mismo que el Cercanías, existe una conexión con las vías de Adif en Cataluña. El 7 de julio, se inaugura el primer tren de la Serie 8000 para la línea 1, que reemplazó a los antiguos trenes serie 4000. La última unidad se retiró el 26 de octubre de 2024 a las 12 de la mañana haciendo su último recorrido a Fondo, cerrando una etapa que fue una revolución en los 90.

### Estaciones
Las estaciones presentan mayoritariamente andenes laterales, excepto Mercat Nou, Marina y Sagrera, que cuentan con andén central. Las estaciones de Glòries, Clot, Navas, Fabra i Puig y Sant Andreu tienen tres andenes. 
La mayoría de estaciones, el 86% de ellas (26 de 30), están adaptadas a personas con movilidad reducida, excepto Plaza de Sants, España, Urquinaona y Clot.
Hay un total de dieciséis estaciones con correspondencia a otras líneas de metro, tranvía, FGC y trenes de cercanías.
| Estación                | Metro | Otros |
| ----------------------- | ----- | ----- |
| Avinguda Carrilet       |       |       |
| Rambla de Just Oliveras |       |       |
| Torrasa                 |       |       |
| Plaza de Sants          |       |       |
| España                  |       |       |
| Universidad             |       |       |
| Cataluña                |       |       |
| Urquinaona              |       |       |
| Arco de Triunfo         |       |       |
| Marina                  |       |       |
| Glòries                 |       |       |
| El Clot                 |       |       |
| La Sagrera              |       |       |
| Fabra i Puig            |       |       |
| Sant Andreu             |       |       |
| Fondo                   |       |       |

## Historia
La línea 1 se inauguró en 1926 bajo el nombre de Metropolitano Transversal o simplemente Metro Transversal, concebida por aquel entonces como un enlace ferroviario subterráneo entre La Bordeta y la Estación del Norte para enlazar las líneas de trenes de las compañías MZA y «Caminos de Hierro del Norte de España».

Esquema cronológico de la línea 1.

### Antecedentes

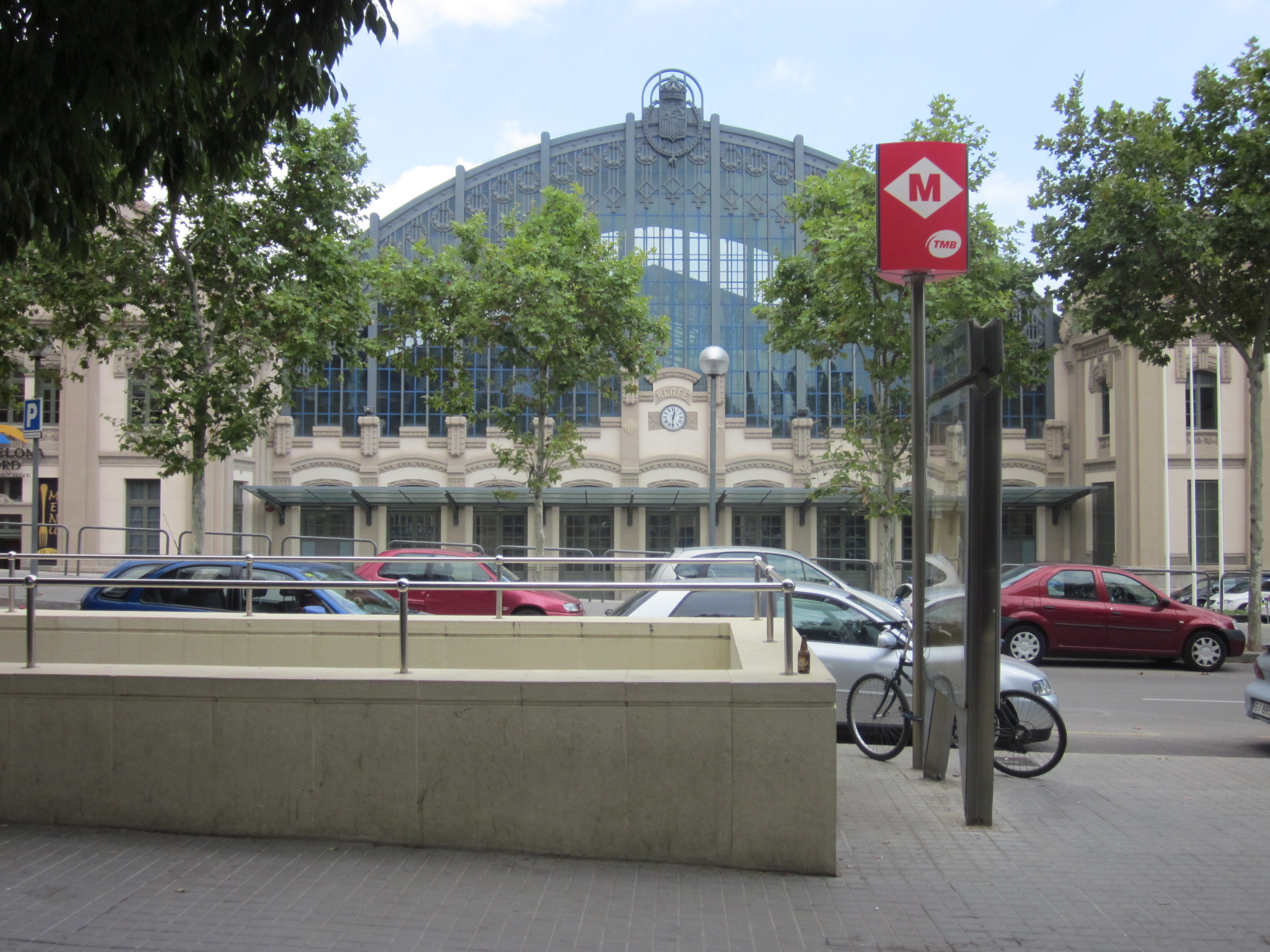
Acceso de la estación de Arco de Triunfo.

La línea, idea de Fernando Reyes, nació por la necesidad de unir las diferentes estaciones terminales de ferrocarril que había a principios del siglo XX en Barcelona, lo que obligaba a construir sus vías en ancho ferroviario ibérico antiguo (1674 mm), lo cual la convierte en una de las líneas de metro con los trenes más anchos del mundo.
El proyecto era denominado oficialmente Ferrocarril subterráneo SO-NE de Barcelona, Sans-San Martín, Enlaces y Estaciones Centrales. El trazado se iniciaba en La Bordeta, km 99.530 de la línea de Barcelona-Tarragona, y transcurría bajo la calle Sants hasta la plaza de España, donde enlazaría con el NEE, y luego por la Gran Vía de las Cortes Catalanas hasta la plaza de la Universidad donde se bifurcaría, un ramal por la ronda de la Universidad y otro por calle Pelayo (enlazando con el Ferrocarril de Sarriá) y Fontanella, volviendo a conectar con la Plaza de Urquinaona. Después circularía por la ronda de San Pedro, la avenida de Vilanova, la Estación del Norte y posteriormente en superficie por el arroyo de Bogatell hasta su estación de mercancías, finalizando el recorrido en la estación de Poblenou de MZA (línea de Mataró).
Aunque el proyecto había sido presentado al gobierno de España en 1912 y expuesto a información pública en 1913, quedó paralizado un año después debido al estallido de la Primera Guerra Mundial. Una vez finalizada, Fernando Reyes inició contactos financieros para iniciar las obras, llegando a un acuerdo con un grupo de empresarios catalanes y vascos para sacar adelante el proyecto.

### Metropolitano Transversal

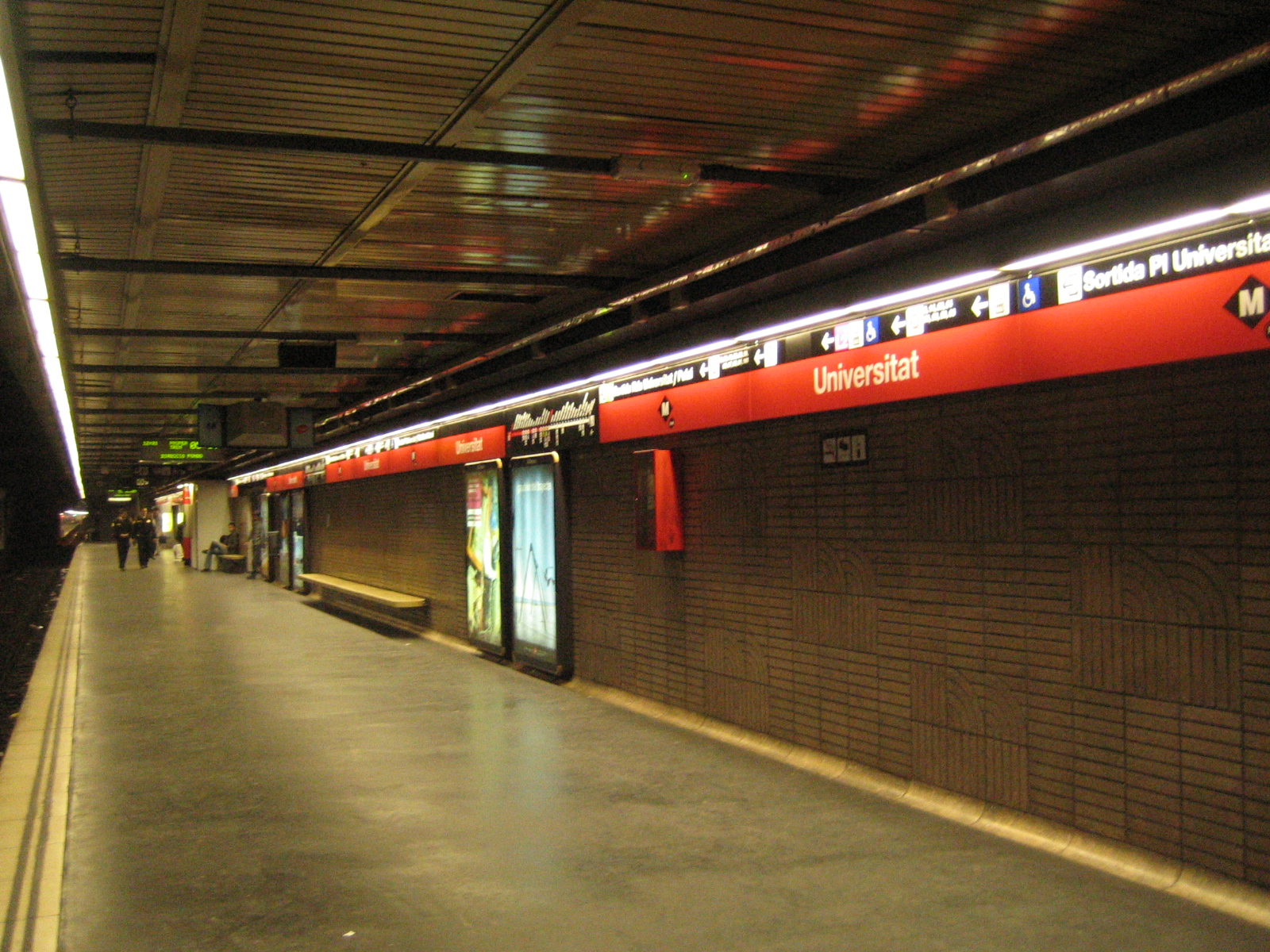
Andenes de la línea 1 en la estación de Universitat.

En 1920 se constituía la sociedad Ferrocarril Metropolitano de Barcelona S.A. (FMB), siendo el proyecto aprobado por el Consejo de Obras Públicas en 1922. Debido a la importante financiación que requería su construcción, la empresa decidió aumentar su capital social mediante la emisión de 19.600 acciones, parte de las cuales fueron adquiridas por el Ayuntamiento de Barcelona, argumentando que el ferrocarril constituía un proyecto urbano muy importante para el desarrollo urbano de la ciudad.
Las obras comenzaron el 5 de febrero de 1923 y resultaron bastante laboriosas, ya que se llevaban a cabo bajo las calles con una gran cantidad de tráfico. Mientras, FMB solicitaba la concesión de hasta siete líneas:
- Línea de Lesseps: Unión de FMB con el Ferrocarril de Sarriá (FSB) y conversión de éste en ferrocarril subterráneo vía Rambla de Cataluña.
- Línea de la Ronda: Unión de Plaza España con Universidad por la avenida del Paralelo y las rondas de San Pablo y San Antonio.
- Línea de la Plaza Tetuán: desde Universidad hasta Tetuán.
- Línea de Sant Andreu: Unión de Tetuán con el Clot, la Sagrera y San Andrés a lo largo de la Gran Vía y la carretera de Ribas.
- Línea de Poble Nou: Unión de Gracia y San Martín de Provensals por la Travesera de Gracia, paseo de San Juan, calle Pujadas y calle de Pedro IV.
- Línea de Can Tunis.
- Línea del Prat de Llobregat: desde Plaza España hasta el Prat por la Gran Vía.

La inauguración oficial del primer tramo (Bordeta-Cataluña) fue el 10 de junio de 1926, ya bautizado como Metro Transversal para diferenciarlo del Gran Metro. Tenía 4.063 metros de longitud y nueve estaciones: Bordeta, Mercat Nou, Plaça de Sants, Hostafrancs, España, Rocafort, Urgell, Universitat y Cataluña. La estación de Plaza de España era en aquella época la estación con la vuelta más grande del mundo (27 metros). FMB, que era el propietario y constructor de la línea inicialmente delegó en «Tranvías de Barcelona» la operación de la línea, pero posteriormente pasó a hacerse cargo de ella directamente.

### Ampliaciones del Transversal

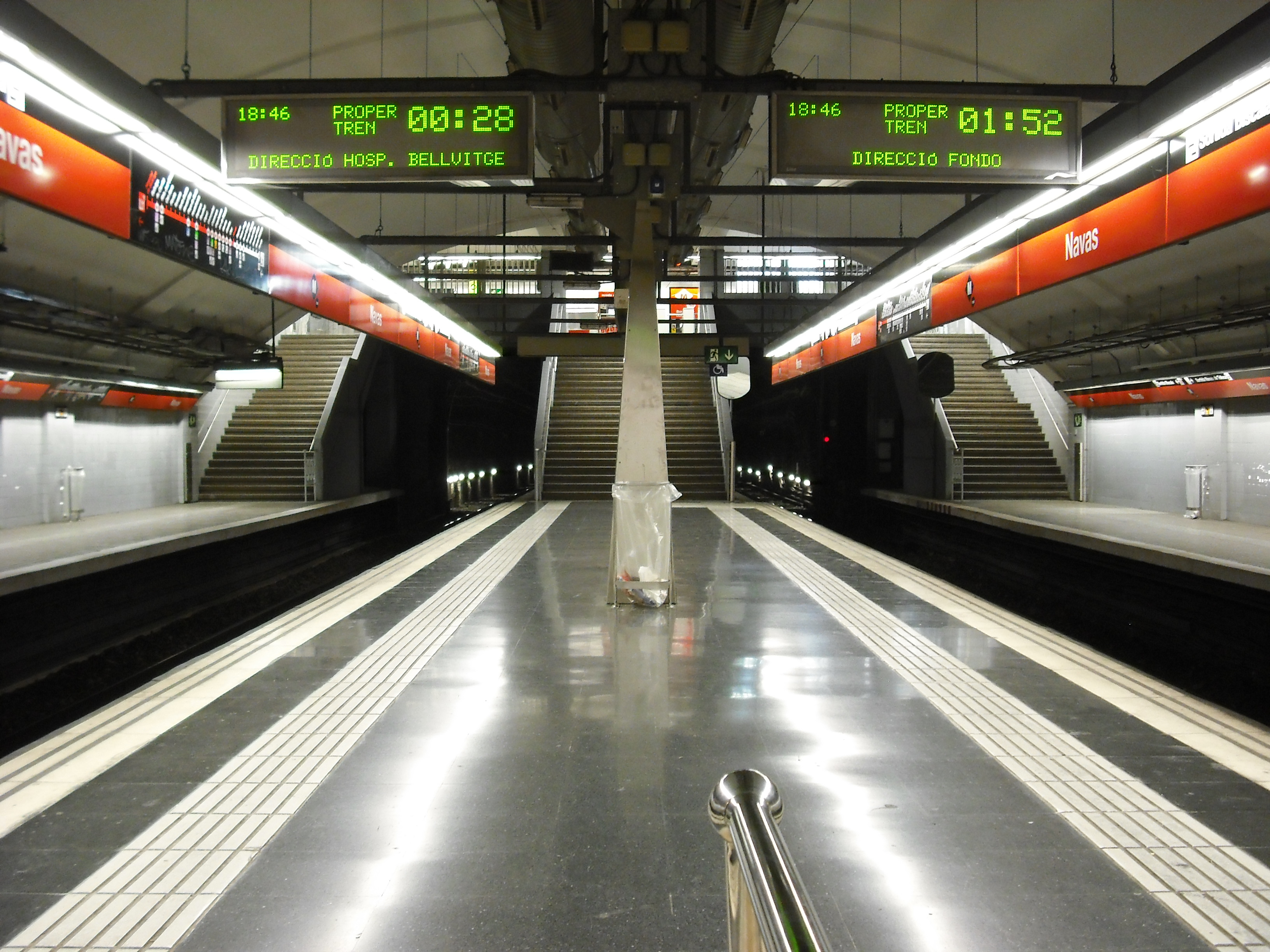
Andenes de la línea 1 en la estación de Navas.

El 1 de julio de 1932 se produjo la segunda ampliación del Metro Transversal, por un lado desde Bordeta a Bordeta Cotxeres (actual Santa Eulàlia) y por la otra de Cataluña a Urquinaona y Triunfo Norte (actual Arco del Triunfo). La prolongación en Arco de Triunfo facilitaba el acceso al centro de la ciudad a los pasajeros de los trenes que hasta entonces terminaban en la estación ferroviaria del Norte, ya que se había llevado a cabo con la colaboración de la Compañía de los Caminos de Hierro del Norte de España, lo cual permitía hacer llegar a través de cuatro vías trenes en la plaza de Cataluña, tanto del metro (vías laterales) como ferrocarriles (vías centrales) de las líneas de Manresa y San Juan de las Abadesas.
Un año más tarde se ampliaba desde Arco de Triunfo a Marina. A partir de aquí, el Metro Transversal se separó de las líneas de la Compañía de los Caminos de Hierro del Norte de España, con previsión del proyecto de enlaces ferroviarios que se estaba realizando para llegar en menos tiempo a la plaza de Glorias, enlazando posteriormente en la Sagrera con las líneas de MZA.
En mayo de 1953 se prolongaba la línea hasta la estación de Navas. En enero y mayo de 1954 se completaban las prolongaciones del Metro Transversal a las estaciones de Sagrera y Fabra i Puig, donde enlazaba con la estación de San Andrés Arenal de Renfe.

### Nacionalización
En 1941, la dictadura de Francisco Franco aprobó la ley de «Bases de Ordenación Ferroviaria y de los Tranportes por Carretera» que hacía efectiva el 1 de febrero la nacionalización y agrupación de todas las líneas ferroviarias de ancho ibérico, afectando por tanto a la línea 1 del metro de Barcelona por ser de este ancho. La L1 dependió de Red Nacional de los Ferrocarriles Españoles (RENFE) hasta el 24 de septiembre de 1943, cuando pasó de nuevo a manos de FMB raíz de los recursos que había presentado la compañía del metropolitano a la expropiación.

### Municipalización

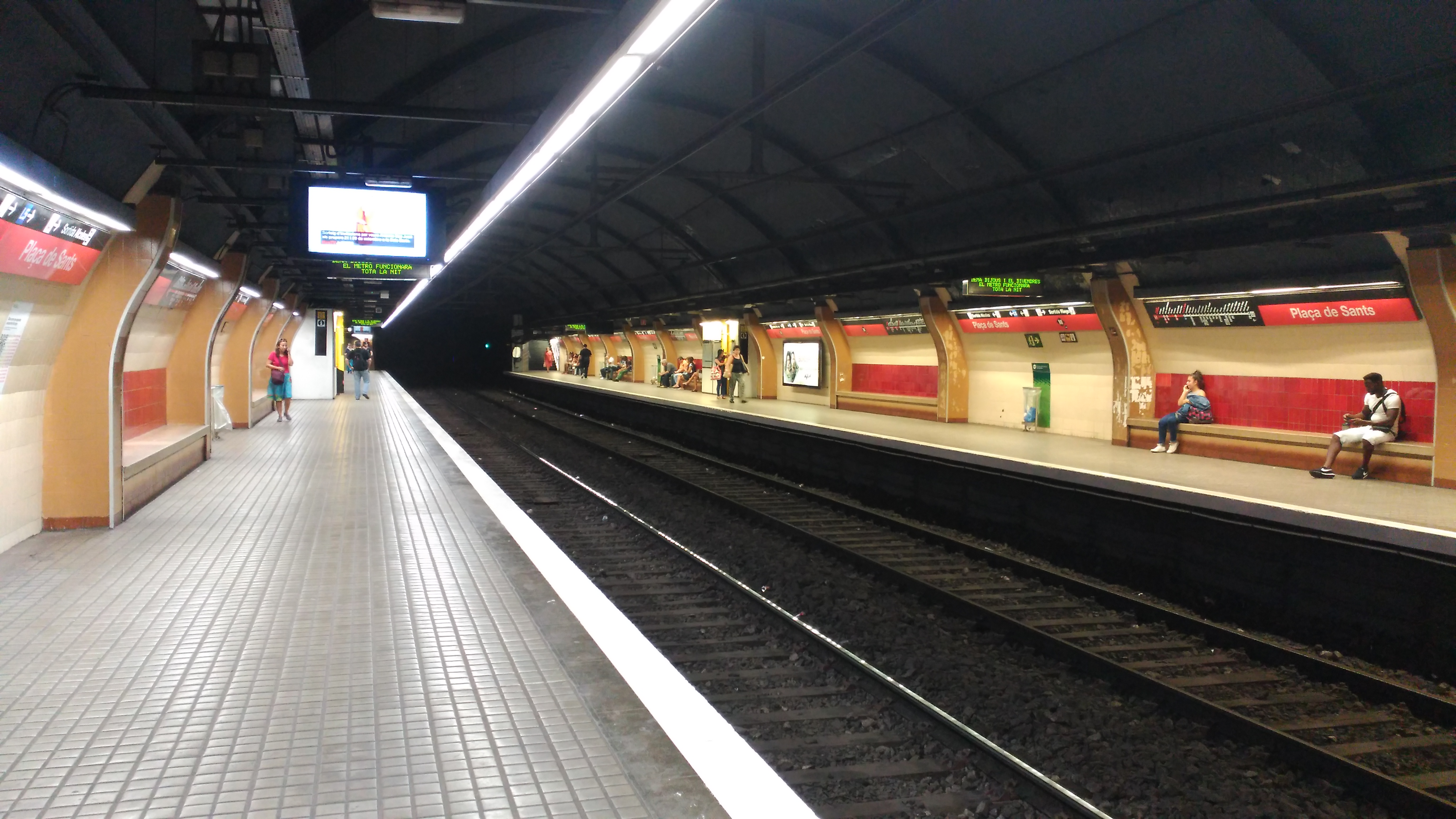
Andenes de la Estación de Plaça de Sants.

En octubre de 1952 el Pleno del Ayuntamiento de Barcelona aprobó un acuerdo donde se preveía la municipalización de todas las empresas de transporte público de la ciudad, afectando así a Ferrocarril Metropolitano de Barcelona, Gran Metropolitano de Barcelona y Tranvías de Barcelona. En 1955 los propietarios del Gran Metropolitano de Barcelona y Tranvías de Barcelona firmaron el acuerdo de la adquisición de las acciones por parte del Ayuntamiento.
En 1958 el Ayuntamiento terminó de comprar el Ferrocarril Metropolitano de Barcelona, en el que ya participaba desde su constitución, aunque desde 1928 ya controlaba buena parte de este. Tres años más tarde, en 1961 el Gran Metropolitano fue absorbido por FMB, creando así la empresa «Ferrocarril Metropolitano de Barcelona SA/SPM».
Una de las mejoras más importantes que trajo consigo la fusión fue la construcción de una galería de conexión de los andenes de la estación de Cataluña que hasta ese momento habían pertenecido a empresas diferentes. Tras la fusión, las líneas I y II del Gran Metro (toda la Y) pasaron a denominarse Línea III.
Posteriormente a la municipalización se inició la elaboración de los Planes de Metros, estableciendo un Plan de Urgencia en 1963 que definía la ampliación de la línea a Torras i Bages. En el Plan de Metros de 1971 se preveía una nueva ampliación de Torras i Bages al barrio de Ciudad Meridiana y por el otro extremo la prolongación desde Santa Eulalia a Hospital de Bellvitge. En 1974 se cambió el proyecto de prolongación desde Torras i Bages para hacerlo cruzar el Besòs y llegar a Santa Coloma de Gramanet.

### Tramo Fabra i Puig-Fondo

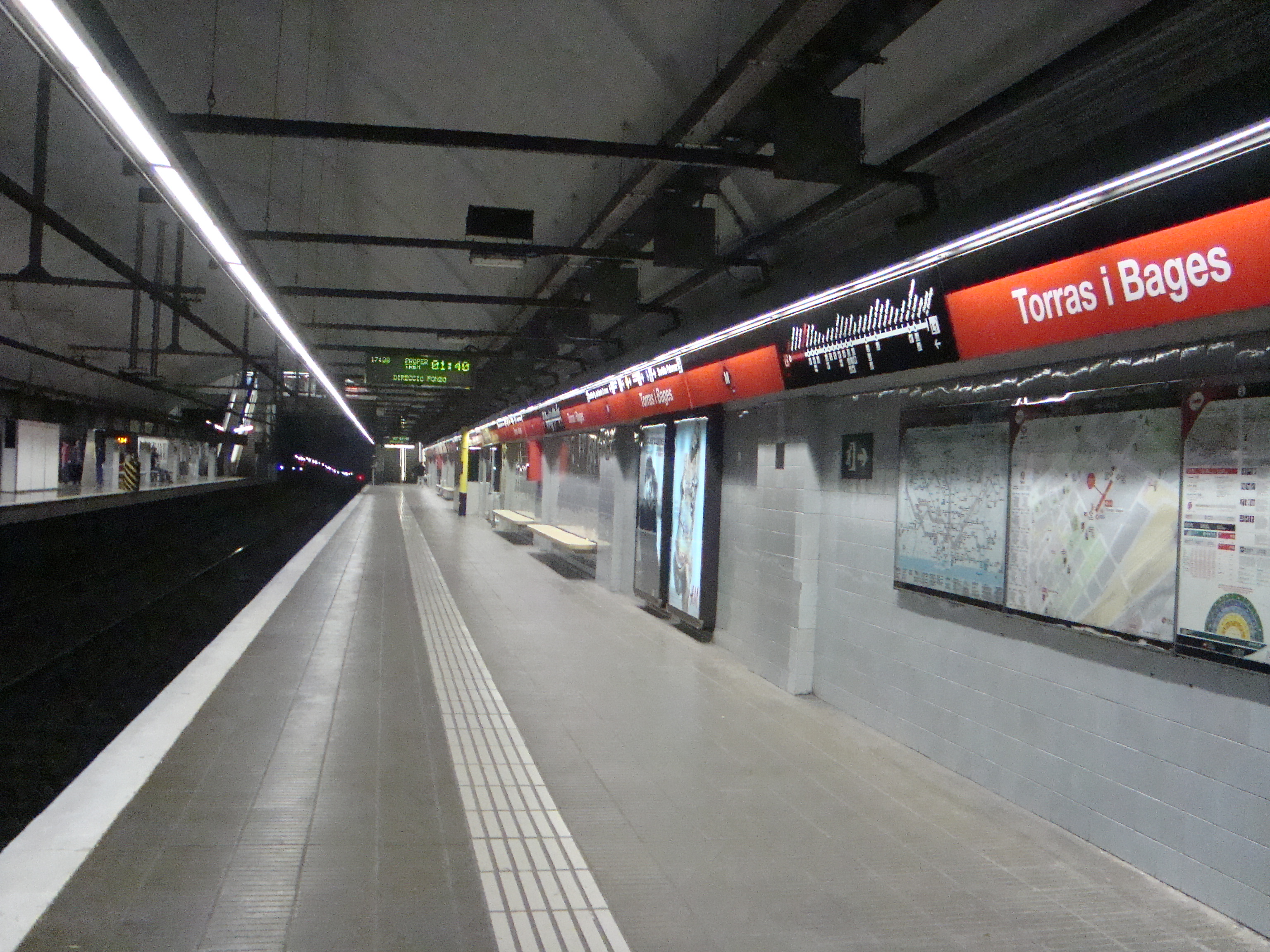
Andenes de la estación de Torras i Bages.

En 1968 la línea se prolonga en 1.802 metros y dos estaciones desde Fabra i Puig a Sant Andreu y Torras i Bages. Una década más tarde, el 21 de diciembre de 1983 la línea cruzaba el Besòs llegando a la población de Santa Coloma.
Fondo se abrió el 18 de febrero de 1992, constando la ampliación solo de esta estación. En un principio se iba a llamar «Camino del Fondo», pero fue renombrada a Fondo debido a las peticiones del Ayuntamiento de Santa Coloma. Esta estación fue la primera dotada con ascensores hidráulicos para ser adaptada a personas con movilidad reducida y con pavimento de textura especial para invidentes.

### Tramo Torrassa-Hospital de Bellvitge

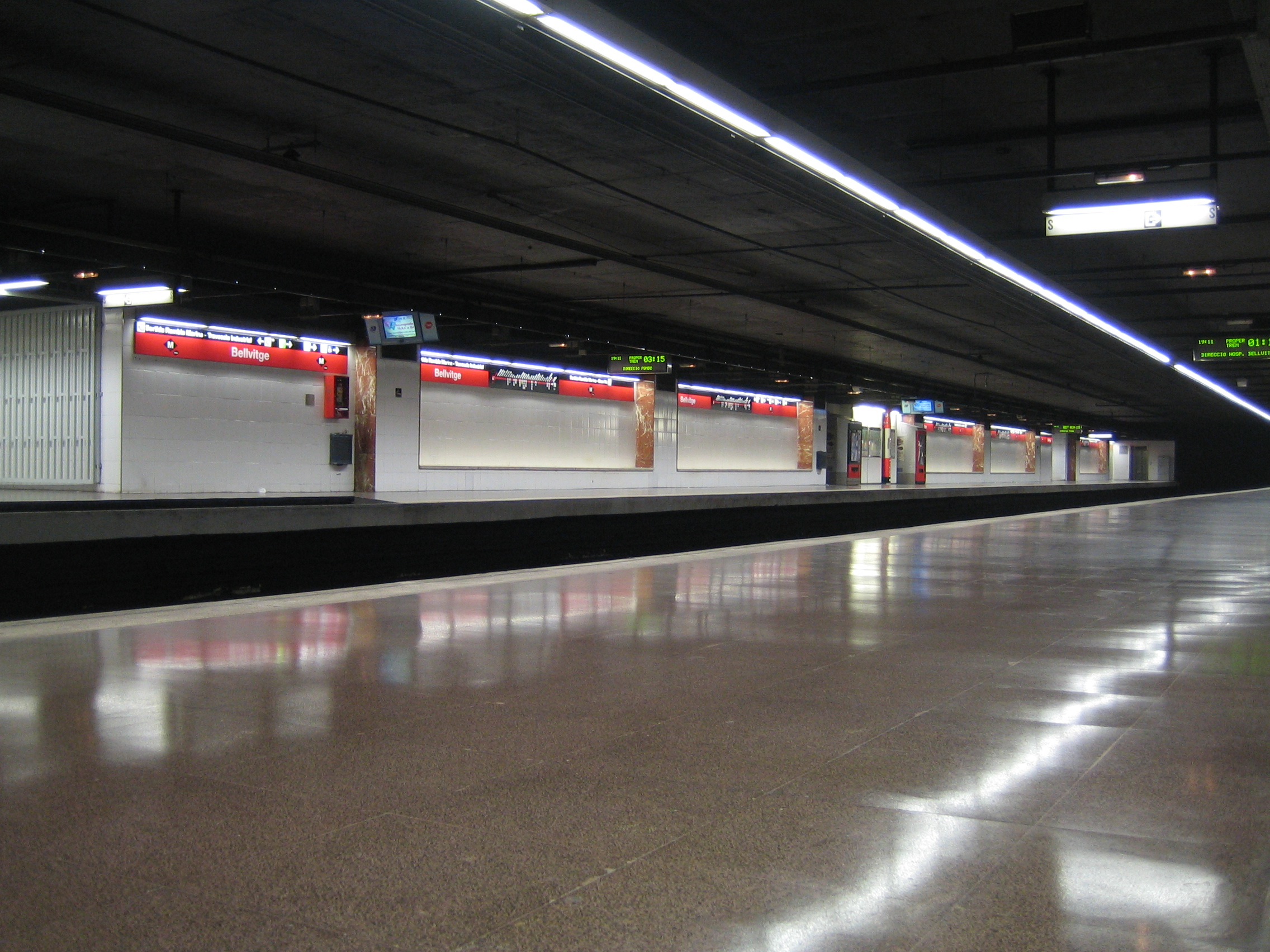
Andenes de la estación de Bellvitge.

A la vez que la línea se ampliaba a Santa Coloma, el Ayuntamiento puso en marcha la primera prolongación por el lado del Llobregat, que no había variado desde 1932. Así, la línea se ampliaría en 950 metros y dos estaciones, Santa Eulàlia y Torrassa. En 1980 se iniciaron las obras de esta prolongación con el desmantelamiento de la estación de Santa Eulalia (anteriormente Bordeta Cotxeres), que era terminal de la línea desde 1932, y se cambió parcialmente su localización. Una vez inaugurado el nuevo tramo se cerró definitivamente la estación de Bordeta.
El 24 de abril de 1987 se abrieron diez estaciones en la ciudad de Hospitalet, cuatro de ellas de la línea 1, ampliando la línea hasta Avinguda Carrilet, donde enlazaría con FGC. Las otras tres nuevas estaciones eran Florida, Can Serra y Rambla Just Oliveras, en esta última enlazando con los trenes de cercanías de Renfe.
En 1989 se completó la prolongación por el lado del Llobregat llegando a la actual estación terminal de Hospital de Bellvitge. Este nuevo tramo de 2'3 kilómetros de longitud se inauguró el 19 de octubre del mismo año con dos nuevas estaciones.
En agosto de 2010 se paralizó temporalmente el servicio entre Av. Carrilet y Hospital de Bellvitge por las obras de conexión de los nuevos talleres que se habían construido y las vías generales para poder acceder a ellos. Los nuevos talleres de mantenimiento de Hospital de Bellvitge sustituían los de Mercat Nou, que había cambiado su estructura para su adecuación a las obras de la línea de alta velocidad.

## Futuras ampliaciones
Tanto el Plan Director de Infraestructuras de la Autoridad del Transporte Metropolitano 2001-2010 como el 2009-2018 plantea la prolongación en una estación desde Hospital de Bellvitge a Prat de Llobregat por un lado, y en cinco estaciones desde Fondo a Estación de Badalona por el otro extremo. Las estaciones serían las siguientes:
Extremo Llobregat
- El Prat Estació: Correspondencia con la L9, Cercanías de Renfe y líneas de larga distancia.

Extremo Besòs
- Montigalà | Lloreda: Intersección de la rambla Sant Joan con el paseo Olof Palme y la calle Liszt.
- Sant Crist: Dará cobertura al barrio de Sant Crist y contará con un acceso al Mercado de Lloreda, Badalona.
- Bufalà: En la intersección de la avenida Martí i Pujol con la calle Bufalà, dando cobertura al barrio de Bufalà, Badalona.
- Badalona Pompeu Fabra: Correspondencia con la L2.
- Estación de Badalona: Correspondencia con la R1 y RG1, y en un futuro el TRAM